# Даффи, Трой
Трой Даффи — американский кинорежиссёр, сценарист и актёр. Родился 8 июня, 1971 года. Создатель фильмов «Святые из Бундока» и «Святые из Бундока 2: День всех святых».

## Биография
С начала 1990-х жил в Лос-Анджелесе, где создал музыкальную группу The Brood. Работал барменом и вышибалой. В 1996 года написал сценарий фильма «Святые из Бундока» (первоначально The Brood), который сначала попал в производство в компанию Miramax. Режиссёром выступил сам Даффи, но из-за проблем со съёмками Miramax отказалась от проекта, и в конце концов он был выпущен в 1999 году при поддержке независимой студии Franchise Pictures. После выхода фильма, который неожиданно оказался успешным, группа Даффи была переименована в The Boondock Saints и выпустила первый и единственный альбом. Несколько лет Даффи и команда создателей фильма добивались выплаты роялти и возвращения прав на продолжение. После того как дело разрешилось в пользу Даффи, он снял фильм-продолжение «Святые из Бундока 2: День всех святых» (2009).

## Фильмография
| Год  | Русское название                     | Работа   | Работа    | Работа   | Работа | Примечания       |
| Год  | Русское название                     | Режиссёр | Сценарист | Продюсер | Актёр  | Примечания       |
| ---- | ------------------------------------ | -------- | --------- | -------- | ------ | ---------------- |
| 1998 | Беседы в Лимбо                       | Нет      | Нет       | Нет      | Да     | Короткометражный |
| 1999 | Святые из трущоб                     | Да       | Да        | Нет      | Да     |                  |
| 1999 | Капитан Джексон                      | Нет      | Нет       | Нет      | Да     | Сериал           |
| 2009 | Святые из трущоб 2: День всех святых | Да       | Да        | Нет      | Нет    |                  |
| 2011 | На бульваре                          | Нет      | Нет       | Да       | Нет    | Документальный   |
| 2013 | Смерть пяти сердец                   | Нет      | Нет       | Нет      | Да     |                  |
| 2015 | Рыцарь-захватчик 2016                | Нет      | Да        | Да       | Да     | Короткометражный |